# Kolta (keresztnév)
A Kolta régi magyar személynév, valószínűleg a Miklós szláv változatának rövidülése.

## Gyakorisága
Az 1990-es években szórványos név, a 2000-es években nem szerepel a 100 leggyakoribb férfinév között.

## Névnapok
ajánlott névnap
- december 6.[2]